# Hrvatska stranka prava Bosne i Hercegovine
Za stranku osnovanu 1991. vidi Hrvatska stranka prava (Bosna i Hercegovina)
Hrvatska stranka prava Bosne i Hercegovine (do 2010. Hrvatska stranka prava BiH Đapić – dr. Jurišić) je politička stranka u Bosni i Hercegovini.
Osnovana je 2004. i postojala je pod imenom Hrvatska stranka prava Đapić – dr. Jurišić, paralelno s HSP-om BiH, sve dok se potonji nije ugasio 2010., kada je HSP Đapić – dr. Jurišić preuzeo ime stranke.
Nakon općih izbora 2010., HSP BiH je ušao u vlast na razini Federacije BiH, zbog čega je postao nepopularan među Hrvatima u Bosni i Hercegovini koji su iskazali masovnu podršku HDZ-u BiH i HDZ-u 1990 koji su bili preglasani od bošnjačkih političkih stranaka koje su uspostavile Vladu.
U dubokoj političkoj krizi došlo je do neslaganja unutar HSP-a BiH, što je ishodilo masovno napuštanje stranke na svim razinama vlasti, a uskoro su stranku napustili i ministri koji su ušli u federalnu Vladu.
Danas HSP BiH djeluje na novim temeljima, kao dio Hrvatskoga narodnog sabora.

## Povijest
Od 2004. paralaleno su djelovale dvije stranke prava, Hrvatska stranka prava BiH i Hrvatska stranka prava Đapić – dr. Jurišić. Razlog tomu je bila nemogućnost registriranja pod već postojećim imenom. Takvo stanje bilo je sve do 2010.
Veći pomak za HSP BiH Đapić – dr. Jurišić dogodio se kada se stranka ujedinila s Hrvatskim pravaškim blokom u kolovozu 2005. 

### Opći izbori 2006.
Na općim izborima 2006. HSP Đapić-dr. Jurišić bio je u koaliciji s NHI-om u tzv. Koaliciji za jednakost. Ni jedan kandidat HSP-a nije ušao u Zastupnički dom PS BiH, dok je dobio jednog zastupnika u Zastupničkom domu PFBiH.
HSP je dobio jednog od 21 zastupnika u Županiji Posavskoj, dva od 30 zastupnika u Hercegovačko-neretvanskoj županiji, četiri od 23 zastupnika u Županiji Zapadnohercegovačkoj te četiri od 25 zastupnika u Hercegbosanskoj županiji.
U veljači 2010. najavljuje se da su predsjednici triju hrvatskih stranaka, HSP-a BiH Đapić-dr. Jurišić Zvonko Jurišić, Hrvatske narodne zajednice Milenko Brkić i Hrvatskog zajedništva Herceg-Bosne Petar Milić u Mostaru potpisali sporazum o ujedinjavanju tih triju stranaka i da će ubuduće nastupati pod zajedničkim imenom – Hrvatska stranka prava (HSP BiH, HNZ, HZ H-B). Promjena naziva stranke u Hrvatsku stranku prava Bosne i Hercegovine donesena je 18. ožujka 2010. odlukom Općinskog suda u Mostaru.

### Izbori i Platformaška vlada u FBiH
Udruženi HSP BiH izašao je na opće izbore 2010. zajedno s HDZ-om 1990 u Hrvatskoj koaliciji. Na izborima HSP BiH je dobio po jednog zastupnika u Županijskoj skupštini Posavske (ŽP) i Hercegovačko-neretvanske županije (HNŽ), a tri u Zapadnohercegovačkoj (ŽZH) i Hercegbosanskoj županiji (HBŽ).
Na entitetskoj razini dobio je dva od 98 zastupnika u Zastupničkom domu Parlamenta FBiH i jednog u Domu naroda Parlamenta FBiH iz Županijske skupštine HBŽ-a. U Zastupnički dom PS BiH, samo je Zvonko Jurišić, predsjednik stranke, dobio mandat.
Živko Budimir, koji je na općim izborima 2010. izabran za zastupnika u Županijskoj skupštini Hercegovačko-neretvanske županije postao je predsjednik Federacije Bosne i Hercegovine odlukom visokog predstavnika Valentina Inzka u ožujku 2011. nakon duže političke krize. HSP BiH je postao dio Vlade koju je činio zajedno sa SDP-om, SDA i NSRB-om. Od ukupno 16 ministarstava, HSP BiH je dobio dva, a njezin član, Budimir, postao je predsjednik Federacije BiH. Dvije hrvatske stranke koje su dobile oko 90 % glasova Hrvata – HDZ BiH i HDZ 1990 nisu ušle u novu Vladu, pa je uskoro nastala i duža politička kriza koja će u buduće biti produbljena raskidom odnosa između SDP-a i SDA, dvije najveće stranke u Vladi zvanoj "Platforma".

#### Raskoli u stranci
Nakon ulaska u Vladu, došlo je do postepenog raspadanja HSP-a BiH jer ga napušta članstvo. Prvi veći prelazak dogodio se u kolovozu 2011. kada je HSP BiH napustilo četvero viosopozicioniranih dužnosnika iz Posavine: Jozo Blažević, zastupnik u Županijskoj skupštini; Ilija Blažević član Glavnog stana HSP-a BiH i Slavko Suhalj, općinski vijećnik iz Odžaka. Sva trojica su prešli u Hrvatsku stranku prava Herceg-Bosne, a ujedno je HSP BiH prestao biti parlamentarna stranka u Posavini.
Nakon što nije uspio biti izabran za predsjednika stranke, Budimir je tražio ostavku predsjednika Jurišića koji je odbio odstupiti s čela stranke. Zbog toga je u ožujku 2013. Budimir napustio HSP BiH i u travnju iste godine osnovao vlastitu Stranku pravde i povjerenja (SPP). U SPP se učlanio dobar dio članstva HSP-a BiH i jedini zastupnik u Parlamentu Federacije BiH, Željko Asić, koji je u novoj stranci dobio položaj potpredsjednika. Time je HSP BiH prestao biti parlamentarna stranka i na entitetskoj razini. Također, sve podružnica HSP-a BiH u Tuzlanskoj županiji pridružile su se Budimiru.
Podružnice HSP-a BiH u HBŽ-u zatražile su Jurišićevu ostavku 3. rujna 2013. Dva dana poslije HSP BiH je raspustio županijska vijeća u HBŽ-u i ZHŽ-u. Zastupnici općinskih vijeća u Zapadnohercegovačkoj županiji napustili su HSP BiH 11. rujna 2013. Istovremeno, članovi HSP-a BiH u Tomislavgradu, gdje je HSP BiH imao najjače uporište, tražili su odlazak Jurišića. Perić i dvojica HSP-ovih ministara u Federalnoj Vladi, Ante Krajina i Vjekoslav Čamber (ujedno zastupnik u Županijskoj skupštini ZHŽ), napustili su HSP BiH 20. rujna 2013., te je tako HSP BiH prestao biti dio vlasti u entitetu. Istovremeno, s Perićem je HSP BiH napustila i tomislavgradska podružnica kojoj je bio na čelu.
HSP BiH je ostao i bez jedinog načelnika kada je načelnik Dobretića Neven Idžanović pristupio HDZ-u BiH 21. rujna 2014.
Stranka je na općim izborima održanim u listopadu 2014. doživjela potpuni krah, te je ostala bez zastupnika u Parlamentarnoj skupštini BiH i Parlamentu Federacije BiH, a osovojila je dva zastupnička mjesta u Skupštinani Zapadnohercegovačke i jedno u Skupštini Hercegbosanske županije.

#### Nakon općih izbora 2014.
HSP BiH je na općim izborima održanima u listopadu 2014. doživio težak poraz. Ostao je bez zastupnika u Zastupničkom domu PS BiH i Zastupničkom domu PFBiH. Dobili su tri zastupnika u županijskim skupštinama, dva u Županiji Zapadnohercegovačkoj i jednog u Hercegbosanskoj županiji.
U Republici Srpskoj, HSP BiH je nastupao zajedno na listi s bošnjačkim strankama u koaliciji Domovina Građanske koalicije Prvi mart. U Narodnoj skupštini Republike Srpske, koalicija Domovina dobila je pet zastupnika, od čega je HSP BiH dobio jednu zastupnicu, Ivanu Lovrić. Kasnije je u Skupštini u Vijeće naroda izabran Željko Stipić, kao hrvatski izaslanik.

### Od Petog sabora 2015.
HSP BiH je na Petom saboru u Čapljini 12. prosinca 2015. izmijenio vodstvo. Za predsjednika stranke izabran je raniji zamjenik predsjednika Stanko Primorac Ćane, a za predsjednika Glavnog stana izabran je Zvonko Jurišić. Za zamjenika predsjednika izabran je Berislav Elez, a za dopredsjednike izabrani su Viktor Kvesić, Lazo Raič i Željko Stipić. Također je izabrano 25 članova Glavnog stana, članovi Časnog suda i Nadzornog odbora HSP-a BiH. Isti dan, HSP BiH je s HSP-om dr. Ante Starčević potpisao sporazum o suradnji. Sporazum su potpisali predsjednici stranaka Stanko Primorac Ćane i Ivan Tepeš.
Pojačanim djelovanjem hrvatske stranačke koalicije u BiH Hrvatski narodni sabor, HSP BiH također djeluje kao dio te koalicije od 2017. godine. Dodatno je osnažen ujedinjenjem s Hrvatskom strankom prava Herceg-Bosne u prosincu 2018., a očekuje se i daljnje pravaško okupljanje u BiH, što bi stranku konsolidiralo i politički stabiliziralo.

## Uspjesi na izborima

### Hrvatski član Predsjedništva BiH
| izbori | kandidat       | broj glasova | %     | ishod         |
| ------ | -------------- | ------------ | ----- | ------------- |
| 2006.  | Zvonko Jurišić | 20 350       | 6,94% | petoplasirani |

### Županijske skupštine u FBiH
| županija                 | broj zastupnika | broj zastupnika | broj zastupnika | broj zastupnika | broj zastupnika |
| županija                 | 2006.           | 2010.           | 2014.           | trenutno        |                 |
| ------------------------ | --------------- | --------------- | --------------- | --------------- | --------------- |
| Unsko-sanska             | 0 / 30          | 0 / 30          | 0 / 30          | 0 / 30          |                 |
| Posavska                 | 1 / 21          | 1 / 21          | 0 / 21          | 0 / 21          |                 |
| Tuzlanska                | 0 / 35          | 0 / 35          | 0 / 35          | 0 / 35          |                 |
| Zeničko-dobojska         | 0 / 35          | 0 / 35          | 0 / 35          | 0 / 35          |                 |
| Bosansko-podrinjska      | 0 / 25          | 0 / 25          | 0 / 25          | 0 / 25          |                 |
| Srednjobosanska          | 0 / 30          | 0 / 30          | 0 / 30          | 0 / 30          |                 |
| Hercegovačko-neretvanska | 2 / 30          | 1 / 30          | 0 / 30          | 0 / 30          |                 |
| Zapadnohercegovačka      | 4 / 23          | 3 / 23          | 2 / 23          | 1 / 23          |                 |
| Sarajevska               | 0 / 35          | 0 / 35          | 0 / 35          | 0 / 35          |                 |
| Hercegbosanska           | 4 / 25          | 3 / 25          | 1 / 25          | 1 / 25          |                 |
| ukupno                   | 11 / 289        | 8 / 289         | 3 / 289         | 2 / 289         |                 |

## Srodni članci
- Hrvatska stranka prava
- Hrvatska stranka prava (Bosna i Hercegovina)
- Hrvatske obrambene snage
- Pravaštvo u Bosni i Hercegovini